# Kingdom of Heaven
Kingdom of Heaven er en amerikansk episk historisk film fra 2005 instrueret og produceret af Ridley Scott efter manuskript af William Monahan. Filmen har Orlando Bloom i hovedrollen som den unge franske smed Balian, der rejser til Det Hellige Land og bliver en ædel og tapper ridder. Kingdom of Heaven vandt publikumsprisen ved European Film Awards.[kilde mangler]

## Medvirkende
- Orlando Bloom
- Eva Green
- Jeremy Irons
- Marton Csokas
- Brendan Gleeson
- Edward Norton
- David Thewlis
- Liam Neeson
- Ghassan Massoud
- Alexander Siddig
- Jon Finch
- Iain Glen
- Kevin McKidd
- Jouko Ahola
- Michael Sheen

## Ekstern henvisning
- Kingdom of Heaven på Internet Movie Database (engelsk)
- Kingdom of Heaven på Filmdatabasen
- Kingdom of Heaven på Scope
- Kingdom of Heaven i Svensk Filmdatabas (svensk)
- Kingdom of Heaven på AlloCiné (fransk)
- Kingdom of Heaven på MovieMeter (nederlandsk)
- Kingdom of Heaven på AllMovie (engelsk)
- Kingdom of Heaven hos American Film Institute (engelsk)
- Kingdom of Heaven på Turner Classic Movies (engelsk)
- Kingdom of Heaven på The Movie Database (engelsk)